# Дети Дон Кихота
«Де́ти Дон Кихо́та» — советский художественный фильм 1965 года режиссёра Евгения Карелова.

## Сюжет
Герои фильма — советская семья: родители-медики, отец — акушер-гинеколог в роддоме, мать — пластический хирург, три их сына. Старший сын, Виктор, молодой художник, в ожидании важного конкурса работает оформителем в кинотеатре. Средний, Дмитрий, выпускник педагогического техникума, ищет любовь и надеется уехать по распределению в Арктику или, по крайней мере, в тундру. Младший, Юра — школьник, мечтающий стать Гагариным. Старший мрачно уверяет себя и окружающих, что бездарен, и ищет выход из затянувшегося творческого кризиса, по ходу дела влюбляясь в свою суровую начальницу. Средний стремительно решает жениться и наотрез отказывается ехать по распределению в подмосковные Озерки, потому что это не тундра и не Арктика. Для младшего настоящая жизнь — тёмный зал кинотеатра вместо школы; с другом-одноклассником они собираются бежать в Африку освобождать угнетённых негров.
Жизненный принцип Петра Бондаренко, отца семейства, — если ты можешь чем-то помочь людям, значит, должен помочь. Не ожидая награды, не слушая злопыхателей и насмешников. Постепенно становится ясно, что, несмотря на молодость, легкомыслие и азарт, жизненные принципы у всех его сыновей те же. Вся философия этой семьи легко уместилась в коротком ответе отца на вопрос среднего сына, Дмитрия: «Вот когда у тебя будет трое сыновей, вот тогда ты им скажешь, что я очень хотел работать в тундре, а ещё больше хотел работать в Арктике. Но меня послали в Озерки, и я проработал там всю свою жизнь. Потому что так было нужно».
В финале фильма доктор усыновляет новорождённого, оставленного матерью в роддоме.
Медсестра, готовящая к выписке младенца, которого новая мать уже нарекла Алексеем, понимает: все три его старших сына — тоже приёмные. Это дети, от которых матери отказались в роддоме. Доктор винит только себя — это он не сумел убедить своих пациенток не совершать роковой ошибки.

## В ролях
- Анатолий Папанов — Пётр Бондаренко, акушер-гинеколог
- Вера Орлова — Вера Петровна Бондаренко, пластический хирург
- Владимир Коренев — Виктор Бондаренко, старший сын, художник
- Лев Прыгунов — Дима Бондаренко, средний сын, студент-выпускник педагогического техникума
- Андрей Бельянинов — Юра Бондаренко, младший сын, школьник (некоторые эпизоды озвучивает Мария Виноградова)
- Наталья Фатеева — Марина Николаевна, директор кинотеатра, возлюбленная Виктора
- Николай Парфёнов — Афанасий Петрович, главный бухгалтер кинотеатра
- Наталья Седых — Мотя, выпускница ремесленного училища, невеста Димы
- Наталья Зорина — Валя, соседка, сокурсница и бывшая возлюбленная Димы
- Зоя Василькова — Зоя Николаевна, мать Вали и друга Юры, Андрейки
- Валентина Березуцкая — Мария Ивановна, медсестра
- Кремнёва, Мария Николаевна — медсестра, уснувшая на посту после экзаменов
- Борис Баташев — профессор института

Единственный фильм с участием Андрея Бельянинова, впоследствии (в 2006—2016 гг.) руководителя Федеральной таможенной службы России.

## Съёмочная группа
- Автор сценария: Нина Фомина
- Режиссёр-постановщик: Евгений Карелов
- Главный оператор: Эмиль Гулидов
- Главный художник: Ирина Шретер
- Художник по костюмам: Валентин Перелётов
- Композитор: Георгий Фиртич
- Текст песен: Виктор Орлов
- Звукооператор: Раиса Маргачёва